# 이드리사 둠비아
이드리사 둠비아(프랑스어: Idrissa Doumbia, 1998년 4월 14일 ~ )는 카타르 스타스 리그 클럽 알아흘리와 코트디부아르 국가대표팀에서 수비형 미드필더로 활약하고 있는 코트디부아르의 프로 축구 선수이다.

## 구단 경력
2016년 7월 30일, 그는 로얄 엑셀 무스크롱과의 벨기에 프로 리그 2016-17 시즌 첫 경기에서 안데를레흐트 데뷔 전을 치렀다. 2017년 벨기에 슈퍼컵에서 그는 그의 모 구단인 안데를레흐트를 상대로 쥘터 바레험 소속으로 첫 선발 출전을 했다.
2018년 6월 29일, 그는 러시아 프리미어리그의 FC 아흐마트 그로즈니와 계약했다.
2019년 1월 15일, 그는 포르투갈로 이적하여 6천만 유로의 방출 조건으로 스포르팅과 2024년까지 계약을 체결했다. 이듬해 10월 5일, 그는 라리가의 SD 우에스카로 1년간 임대되었다.
2021년 8월 31일, 그는 2021-22 시즌을 위해 쥘터 바레험으로 임대 이적했다.
2022년 8월 5일, 스포르팅은 2022-23 시즌 튀르키예의 알라니아스포르로 둠비아를 임대했다.
2023년 6월 26일, 그는 카타르 스타스 리그의 알아흘리 SC와 자유이적하였고, 스포르팅 CP와 50%의 경제적 권리를 유지하는 2년 계약을 체결하였다.

## 국가대표팀 경력
2016년 3월 21일, 둠비아는 코트디부아르 U-20 축구 국가대표팀 데뷔 전을 치렀고, 카타르 U-20 축구 국가대표팀과의 친선 경기에서 3-2 승리를 거두었다.
2019년 3월, 둠비아는 2019년 아프리카 U-23 국가대표팀 경기에서 코트디부아르 U-23 축구 국가대표팀 데뷔 전을 치렀다.